# Sanremo 2000 (EMI)
Sanremo 2000 è una compilation pubblicata dall'etichetta discografica EMI nel febbraio 2000.
Si tratta di uno dei due album contenenti brani partecipanti al Festival di Sanremo 2000.
Nella copertina non si fa riferimento agli artisti presenti, mentre viene riportato come sottotitolo 50º Festival della Canzone Italiana - I Campioni / Le Nuove Proposte / Gli ospiti internazionali.
Non è presente nella compilation il brano Innamorato di Gianni Morandi.

## Tracce
1. Chiedi quello che vuoi - Davide De Marinis
2. In bianco e nero - Carmen Consoli
3. Semplice sai - Jenny B
4. Il timido ubriaco - Max Gazzè
5. Ogni ora - B.A.U.
6. Futuro come te - Amedeo Minghi e Mariella Nava
7. Strade - Tiromancino e Riccardo Sinigallia
8. Le margherite - Marjorie Biondo
9. Ognuno per sé - Erredieffe
10. Tutti i miei sbagli - Subsonica
11. E io ci penso ancora - Enrico Sognato
12. Sentimento - Piccola Orchestra Avion Travel
13. Fai la tua vita - Claudio Fiori
14. La croce - Alessio Bonomo
15. Gechi e vampiri - Gerardina Trovato
16. Nord-Est - Andrea Mazzacavallo
17. Passione - Luciano Pavarotti
18. Beautiful That Way - Noa
19. Mesecina/Moonlight - Goran Bregović